# 高鹗
高鹗（1758年11月17日—1815年），字雲士，號秋甫，別號蘭墅。
高鹗对中国文学的最大贡献是与程伟元一起，收集整理了寻获的《红楼梦》后四十回，并以活字印刷于1791年（乾隆56年）和1792年（乾隆57年）出版，为“程高本”。他别号红楼外史。
高鹗镶黄旗旗鼓佐领下人，乾隆六十年（1795年）乙卯恩科进士，清代文學家、官員。

## 生平
乾隆二十三年十月十七日（1758年11月17日），出生。高鹗的“始祖可仕，世居沈阳三台子（在今沈阳市北陵公园之北）”，为其六世孙。祖父八十一，祖母庄氏，父存住，母孙氏。
高鹗的旗籍隶内务府镶黄旗包衣第五参领第五旗鼓佐领延庆下（据《钦定八旗通志》，延庆的前任是巴宁阿（内务府正白旗汉军、两淮盐政、总管内务府大臣；胞姊汪氏封乾隆帝之惇妃），巴宁阿的前任是延祺（其父内务府镶黄旗汉军、文渊阁大学士英廉），延祺的前任是伍徳，伍徳的前任是楊作新（系内务府镶黄旗汉军、道光二十五年（1845年）乙巳恩科进士宜振及堂弟继振之高祖））。
少年时喜冶游，同“少时酒伴”，“趁蝶随蜂，浪赢两袖香留。”，“天才明敏，遇事如锥脱颖，无所不办”，工戏曲，绘画、於“金石之学亦靡不通晓”。热衷仕进，累试不第。乾隆五十三年（1788年）顺天乡试举人（时隶内务府镶黄旗第五参领第五旗鼓佐领巴宁阿下，据《钦定八旗通志》科举），乾隆六十年（1795年）乙卯恩科进士，殿试三甲第一名（时隶内务府镶黄旗第五参领第五旗鼓佐领延慶下，据《钦定八旗通志》科举）。历官内阁中书，内阁侍读。嘉庆六年（1801年）擔任顺天乡试同考官。十四年，由侍读选江南道监察御史，十八年，升刑科给事中。以“操守谨、政事勤、才具长”见称。晚年家贫。《清史稿·文苑二》載其事。
高鹗的唱和诗友包括程伟元（盛京将军晋昌幕僚）、内务府正黄旗汉军桂齡 (道光年間侍郎)（胞兄百龄）、正红旗汉军楊書紹（族亲杨能格、楊霽）、正白旗满洲图们氏鹤算（字砚畲；内阁中书礼部主事，其子巡抚青麟，孙延昌之子崇雯和纳兰后裔容山之女结为姻亲）、正蓝旗满洲他塔喇氏秀堃（即秀楚翘，乃珅女婿贵庆之密友，贵庆《鏡心堂七言律詩》诗集上印有秀楚翘点评）、顺天乡试同年巴蜀大诗人张问陶（清末民初曾被认定为高鹗姐夫，今学者否之，其岳父林儁为福康安世仆，由福康安、和珅弟和琳保奏，乾隆破格特旨擢为四川布政使）、杨启庭(杨书绍)、爱青运(爱山，内阁中书）。
为女诗人惲珠的《紅香館集詩詞草》作序。

## 著作
高鶚工詩文，有《蘭墅詩鈔》、《高蘭墅集》、《月小山房遺稿》（此书由高鶚的及门、正黄旗满洲觉罗华龄编校，其胞兄嘉慶庚午舉人覺羅增齡（字松岩、松崖）作序，另一胞兄覺羅耆齡；覺羅增齡妻张氏，其父内務府正黃旗漢軍、乾隆壬子科舉人椿齡，堂伯乾隆壬辰科進士文敏公百齡）。

### 紅樓夢後四十回
高鹗和程伟元一起发行了一百二十回的《红楼梦》。程伟元《红楼梦序》、高鹗《红楼梦序》以及程、高合写的《红楼梦引言》中，也述及高鶚“细加厘剔，截长补短，抄成全部”。高鹗本人也写过一首题为《重订〈红楼梦〉小说既竣题》的诗。
新紅学创始人胡适等认为，后四十回《红楼梦》是高鹗、程伟元的续作，證據是張問陶之詩《船山诗草·贈高蘭墅同年》裡面有小注：“傳奇《紅樓夢》八十回以後，俱蘭墅所補”，並有“侠气君能空紫塞，艳情人自说《红楼》”之句。主流意見认为，此处的“补”，应理解为在曹雪芹原稿上“增补”，而不是理解为全部由高鹗补写。胡文炜认为，按照高鹗的年表，1788年高鹗中举人，1791年程甲本出版，1792年程乙本出版，1795年高鹗中进士殿试三甲一名，在如此短的时间内，高鹗要一边准备举人、进士的科举考试，一边还要撰写近三十万字的后40回，且要边写边仔细阅读和揣摩前80回作者意图，仔细冒充不被识破，难度极大，几乎不可能。
有學者指出，後四十回部份是曹雪芹原作，高鶚就闕漏部份加以補寫。但高鶚才學不及曹雪芹，補寫部份有的錯謬，有的不甚妥當，甚至违背曹雪芹原意。但另一方面，高鶚校改了全書，有的校改使原文更精采，也使得红楼梦可以以一个相对完整的故事流传下来。

## 家族
- 始祖：高可仕（世居瀋陽三台子）
- 太高祖：高世臣 （《奉天金石志八卷》、《奉天通志》卷260記載重修清安寺閣堂記中，清安寺今醫巫闾山大觀音閣，高世臣在萬曆三十二年和黑雲龍等列爲副總参遊官職名单）
- 高祖：高宏璧
- 曾祖：高爾榮
- 祖：八十一
- 父母：存住、孫氏
- 妻妾：正妻盧氏、繼妻未知（清末民國眾多文人如恩华、震鈞、胡適、張愛玲、吳世昌曾認定高鹗繼妻是張問陶妹張筠，現代學者通過《遂寧張氏族譜》考證張筠嫁高鶚同旗的高瑛之子高揚曾，清代宗室盛昱在《八旗文經》將高瑛放於高鶚詞條中，疑两人有關聯）、妾畹君
- 子女：高玉樞、高玉綸；女高儀鳳（字秀芝），工吟咏。
- 好友：程伟元（盛京将军晋昌幕僚）、正黄旗汉军桂齡 (道光年間侍郎)（胞兄百龄）、正红旗汉军楊書紹（族亲杨能格、楊霽）、正白旗满洲图们氏鹤算（字砚畲；其子巡抚青麟，后裔和纳兰后裔副都统容山结为姻亲）、正蓝旗满洲他塔喇氏秀堃（即秀楚翘，乃权臣和珅女婿贵庆之密友，贵庆《鏡心堂七言律詩》诗集上印有秀楚翘点评）、顺天乡试同年巴蜀大诗人张问陶（清末民初，张问陶曾被宗室盛昱、满人恩华、震钧（即唐晏）、文人胡适、張愛玲等认定为高鹗妻兄，今学者胡传淮否之，其岳父林儁《乾隆朝实录》记载为福康安家仆，由福康安、和珅弟和林保奏，乾隆破格特旨擢为四川布政使大员）。